# La Feria
La Feria – miasto w Stanach Zjednoczonych, w stanie Teksas, w hrabstwie Cameron.

## Demografia
Według przeprowadzonego przez United States Census Bureau spisu powszechnego w 2010 miasto liczyło 7 302 mieszkańców, co oznacza wzrost o 19,4% w porównaniu do roku 2000. Natomiast skład etniczny w mieście wyglądał następująco: Biali 89,8%, Afroamerykanie 0,3%, Azjaci 0,3%, pozostali 9,6%. Kobiety stanowiły 52,8% populacji.